# Orden van Sint-George
Als patroonheilige van de ridderschap was de heilige George, ook Giorgio of Sint-Joris genoemd, een populair motief bij het stichten en vormgeven van ridderorden. Meer dan een dozijn orden heeft Sint-Joris in de naam opgenomen. Andere orden hebben hem of zijn Kruis van Sint-Joris afgebeeld op de kleinoden van de orde. Ook op onderscheidingen en medailles wordt de heilige drakendoder vaak afgebeeld.
Zie daarom ook:
- Het George Cross Verenigd-Koninkrijk 1940
- De George Medaille (George Medal) Verenigd-Koninkrijk 1940
- De Orde van Sint-Michaël en Sint-George Malta en het Verenigd-Koninkrijk 1818
- De Orde van Sint-Joris (Hannover) (Sankt-Georgs-Orden) Beieren 1839
- De Huisridderorde van de Heilige Georg Beieren
- Het Ridderlijk Gezelschap van de Heilige Georg in Franken Duitsland
- De Orde van Sint-Joris Frankrijk
- De Orde van George I (genoemd naar Koning George) Griekenland
- De Orde van Sint-George voor Militaire Verdienste Lucca en Parma
- De Heilige Militaire Constantijnse Orde van Sint-Joris Parma en Napels
- De Militaire Orde van Sint-Joris van de Wedervereniging in Napels 1808
- De Constantijnse Orde van Sint-Joris Parma
- De Orde van Sint-George (Rusland) Rusland
- De Orde van Sint George (Hongarije) in Hongarije 1325
- De Orde van de Heilige Joris in Karinthië 1468
- De Orde van de Heilige Joris in 1503 in Duitsland gesticht.
- De Orde van de Oude Adel (Duits: Alter Orden vom St. Georg) met zetel in Wenen.

De heilige Joris is afgebeeld op de versierselen van de 
- De Orde van de Kousenband Verenigd-Koninkrijk 1350